# Akvaplaning
Vodni klin ali akvaplaning ali hidroplaning je nenadna izguba talnega oprijema avtomobilskih pnevmatik pri hitri vožnji po mokrem cestišču, kar lahko povzroči nevarno izgubo nadzora nad vozilom. 
Med tekalno površino pnevmatike in cestiščem ostaja plast vode, ki je kolo ne uspe dovolj hitro odriniti. Do tega pride, ko pnevmatike ne uspejo dovolj hitro odvajati vode s cestišča, še posebej v primerih močnega dežja ali kadar so pnevmatike obrabljene ali neprimerno napolnjene. Pnevmatika zato drsi (kot npr. smučar na vodi), vozilo pa ostane brez bočnega vodenja. Zmanjša se sposobnost zaviranja in poveča nevarnost zanašanja. 
Če pride do akvaplaninga, je najboljši odziv postopoma zmanjšati hitrost in nežno držati volan, brez nenadnih zaviranj ali ostrih manevrov, saj ti lahko povečajo tveganje za zdrs.